# Charles Guiette
Carolus Maria Emmanuel Josephus „Charles” Guiette (ur. 28 marca 1885 w Antwerpii, zm. ?) – belgijski hokeista na trawie na igrzyskach w Antwerpii 1920. Wraz z drużyną zdobył brązowy medal.